# Kōhei Shin
Kōhei Shin (japanisch 進 昂平 Shin Kōhei; * 4. Juni 1995 in der Präfektur Saitama) ist ein japanischer Fußballspieler.

## Karriere
Shin erlernte das Fußballspielen in der Jugendmannschaften vom Higashi Kawaguchi FC und den Urawa Reds sowie in der Universitätsmannschaft der Tokyo International University. Seinen ersten Vertrag unterschrieb er 2018 beim YSCC Yokohama. Der Verein spielte in der dritthöchsten Liga des Landes, der J3 League. Für den Verein absolvierte er 42 Ligaspiele. 2020 wechselte er nach Kusatsu zum Zweitligisten Thespakusatsu Gunma. Die Saison 2022 wurde er an den Drittligisten Ehime FC ausgeliehen. Für den Klub aus Matsuyama bestritt er 15 Drittligaspiele. Nach Vertragsende bei Gunma wechselte er zu Beginn der Saison 2023 zu dem in der dritten Liga spielenden AC Nagano Parceiro.